# Зиберт, Август (скрипач)
Август Зиберт (нем. August Siebert; 7 декабря 1856, Вена — 13 декабря 1938, Вена) — австрийский скрипач и дирижёр.

## Биография
Сын Йозефа Зиберта (1822—1887), выходца из города Надьлевард (ныне Вельке-Леваре, Словакия), в 1845—1886 гг. альтиста Венского филармонического оркестра. Окончил Венскую консерваторию (1876), ученик Йозефа Хельмесбергера-старшего. В 1876 г. участвовал в благотворительном камерном концерте в пользу городской гимназии в Йиглаве, организованном Густавом Малером.
В 1878—1925 гг. играл в составе Венского филармонического оркестра, с 1899 г. солист. Одновременно в оркестре Венской придворной оперы, с 1899 г. дирижёр балетного репертуара. Одновременно в 1889—1921 гг. играл в венском военном оркестре. В 1878—1884 гг. вторая скрипка струнного квартета Франца Радницкого, впервые представившего венской публике камерную музыку чешских композиторов (особенно Бедржиха Сметаны), затем играл в квартете Ганса Кройцингера, в 1889—1897 гг. в квартете Розе, а также в квартете Карла Прилля. Вёл также педагогическую работу.
Братья — Йозеф Зиберт-младший (1853—1915), на рубеже 1880—1890-х гг. городской капельмейстер в Ческе-Будеёвице, руководитель музыкальной школы в Вене, и Рудольф Зиберт (1855—1939), в 1879—1914 гг. контрабасист Венского филармонического оркестра, ученик Франца Зимандля.